# Waleryj Pryjomka
Waleryj Wiktarawicz Pryjomka (biał. Валерый Віктаравіч Прыёмка; ur. 15 czerwca 1983 w Mińsku) – białoruski szablista, srebrny medalista mistrzostw świata.
Podczas mistrzostw świata w Katanii w 2011 roku Białorusini w składzie: Dzmitryj Łapkies, Alaksandr Bujkiewicz, Waleryj Pryjomka i Alaksiej Lichaczeuski zdobyli drużynowo srebrny medal. Był też między innymi czwarty drużynowo na mistrzostwach świata w Paryżu w 2010 roku i mistrzostwach świata w Budapeszcie w 2013 roku.
Wystartował na igrzyskach olimpijskich w Pekinie w 2008 roku, gdzie był piąty drużynowo, a indywidualnie zajął 27. miejsce. Na rozgrywanych cztery lata później igrzyskach olimpijskich w Londynie indywidualnie odpadł w drugiej rundzie, a drużynowo był siódmy.
Ponadto zdobył drużynowo srebrny medal na mistrzostwach Europy w Gandawie (2007) i brązowy na mistrzostwach Europy w Kijowie (2008).